# Грезер, Фриц Хуберт
Фриц Хуберт Грезер (нем. Fritz-Hubert Gräser; 3 ноября 1888 — 4 октября 1960) — немецкий офицер, участник Первой и Второй мировых войн, генерал танковых войск, кавалер Рыцарского креста с Дубовыми листьями и Мечами.

## Начало военной карьеры
В феврале 1907 года поступил на военную службу фенрихом (кандидат в офицеры), в пехотный полк. С января 1908 — лейтенант.

## Первая мировая война
С 8 августа 1914 года — на фронте. С ноября 1914 года — старший лейтенант, с января 1915 года — командир роты. В сентябре 1915 года — ранен. С ноября 1915 года — на штабных должностях, с декабря 1915 года — капитан. За время войны награждён Железными крестами обеих степеней и ещё двумя орденами.

## Между мировыми войнами
В 1919 году служил в штабе пограничной охраны, в январе 1920 года уволен в запас.
Вернулся на военную службу в мае 1934 года, в звании майор, на должность командира пехотного батальона. К началу Второй мировой войны — командир пехотного полка, полковник.

## Вторая мировая война
В сентябре-октябре 1939 года участвовал в Польской кампании, награждён планками к Железным крестам обеих степеней (повторное награждение).
В мае-июне 1940 года участвовал во Французской кампании, награждён Рыцарским крестом (№ 140).
С 22 июня 1941 года участвовал в германо-советской войне. Бои в Прибалтике. 11 июля 1941 — тяжело ранен, ампутирована левая нога. В госпитале, затем в резерве фюрера. В октябре 1941 года произведён в звание генерал-майор, награждён Золотым немецким крестом.
С марта 1943 года — командир 3-й моторизованной пехотной дивизии (с июня 1943 переименована в 3-ю танково-гренадерскую дивизию), на переформировании во Франции, затем направлена в Италию. С мая 1943 — генерал-лейтенант. В июне 1944 года за бои в Италии награждён Дубовыми листьями (№ 517) к Рыцарскому кресту.
В июле-августе 1944 года — командующий 24-м танковым корпусом (на Восточном фронте, в Карпатах). С сентября 1944 — командующий 48-м танковым корпусом (в Польше, на реке Висла), произведён в звание генерал танковых войск.
С 21 сентября 1944 года — командующий 4-й танковой армией. Бои в Польше, затем в Германии. 8 мая 1945 года генерал танковых войск Грезер награждён Мечами (№ 154) к Рыцарскому кресту с Дубовыми листьями.
9 мая 1945 года Грезер сдался в американский плен. Отпущен из плена в июне 1947 года.
Похоронен на Гёттингенском городском кладбище.